# Луцій Ноній Аспренат (консул-суфект 6 року)
Луцій Ноній Аспренат (лат. Lucius Nonius Asprenas; 28 до н. е. — 25) — політичний та військовий діяч Римської імперії, консул-суфект 6 року.

## Життєпис
Походив з роду Ноніїв. Син Луція Нонія Аспрената та Квінтілії. З 5 року став членом колегії септемвирів епулонів. У другому півріччі 6 року Луцій Ноній Аспренат обійняв посаду консула-суфекта.
У 7—9 р. як легат супроводжував свого дядька Публія Квінтілія Вара, призначеного намісником Германії. У 9 році, коли Вар зазнав поразки і загинув у Тевтобурзькому лісі, Аспренат перебував на Рейні на чолі 2 легіонів. Завдяки енергійним та сміливим діям він зумів зберегти військо, спуститися в нижні зимові військові табори й не допустити поширення повстання на лівий берег Рейну. Надав допомогу гарнізону алізонів, що виходили з оточення. Згодом, однак, Аспрената звинувачували у привласненні майна загиблих.
У 14—15 роках Луцій Ноній обіймав посаду проконсула Африки. За наказом Тиберія спрямував легіонерів на о. Керкіну, щоб убити Семпронія Гракха, засланого туди 14 років тому за перелюб з Юлією Старшою. З 16 до 20 року Аспренат головував у колегії кураторів громадських споруд.
Коли у 20 році після засудження Гнея Пізона Марк Мессала Мессалін запропонував у сенаті принести подяку членам династії, що помстилися за Германіка, Аспренат публічно поставив йому питання, чи навмисно він пропустив ім'я Клавдія.
Вподальшому Аспренат став патроном міст Веліі та Фалера.

## Родина
Дружина — Кальпурнія.
Діти:
- Луцій Ноній Аспренат, консул-суфект 29 року.
- Публій Ноній Аспренат Кальпурній Серран, консул 38 року.
- Ноній Аспренат Кальпурній Торкват